# ロレイン (オハイオ州)
ロレイン（英: Lorain [loˈreɪn]）は、アメリカ合衆国オハイオ州のロレイン郡にある都市。人口は6万5211人（2020年）。クリーブランドの西50㎞、ブラック川がエリー湖に注ぎ込む場所に位置する。
市内には以前フォード・モーターの組立工場があった。工場ではフォード・エコノラインやフォード・トリノ、マーキュリー・モンテゴ、1975年からはフォード・サンダーバード、マーキュリー・クーガーを組み立てていたが、UAWとフォードとの新しい協定について折り合いがつかなくなり、2005年12月14日に工場での全ての生産を中止した。
市の南部には約5㎞にわたってUSスチール（一部はリパブリック・スチール）の製鉄所が広がっている。これらの工場は1895年に操業を開始し、数千人の従業員を雇用し続けている。
リパブリック・スチールは2008年末に高炉の稼働が休止したが、2011年12月、新たにアーク炉を建設して製鉄を再開すると発表した。

## 地理
ロレインは北緯41度26分54秒 西経82度10分8秒 / 北緯41.44833度 西経82.16889度に位置しており、クリーブランド・イリリア・メンター大都市圏に入っている。
アメリカ合衆国国勢調査局によれば、市域全面積は24.14平方マイル (62.52 km2)で、このうち陸地は23.67平方マイル (61.31 km2)、水面は0.47平方マイル (1.22 km2)
。
市内にあるチャールズ・ベリー・ブリッジは世界で2番目の規模の跳ね上げ橋である。

## 歴史
- ロレインはもともと「マウス・オブ・ブラックリバー」という名の小さな村だった。この地名はブラック川（以前はReneshoua川またはラ・リヴィエール・デ・ラ・キュイエールと呼ばれていた）のすぐ西側に位置していたことから名づけられた[5]。村はジョン・S・レイドら開拓者の尽力で1820年ごろに設立された。彼の息子や義理の息子は村を発展させ、1836年に「チャールストン」という村名に変更したが、すぐ後に単に「ブラックリバー」という名前に変更された。

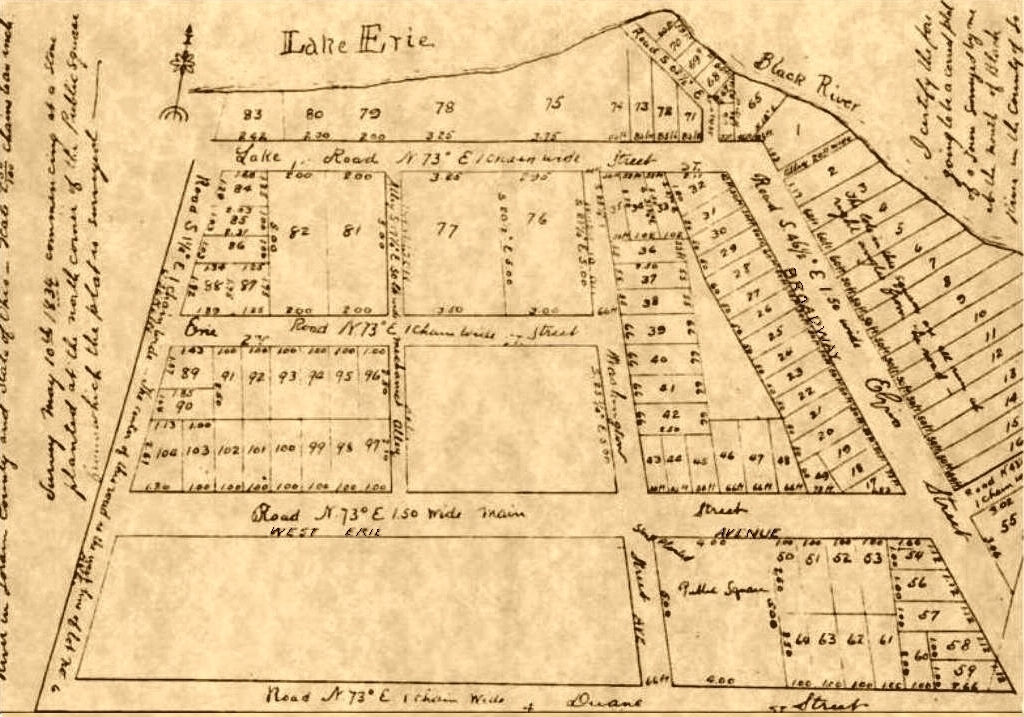
マウス・オブ・ブラックリバー村の区画を表した1834年の地図

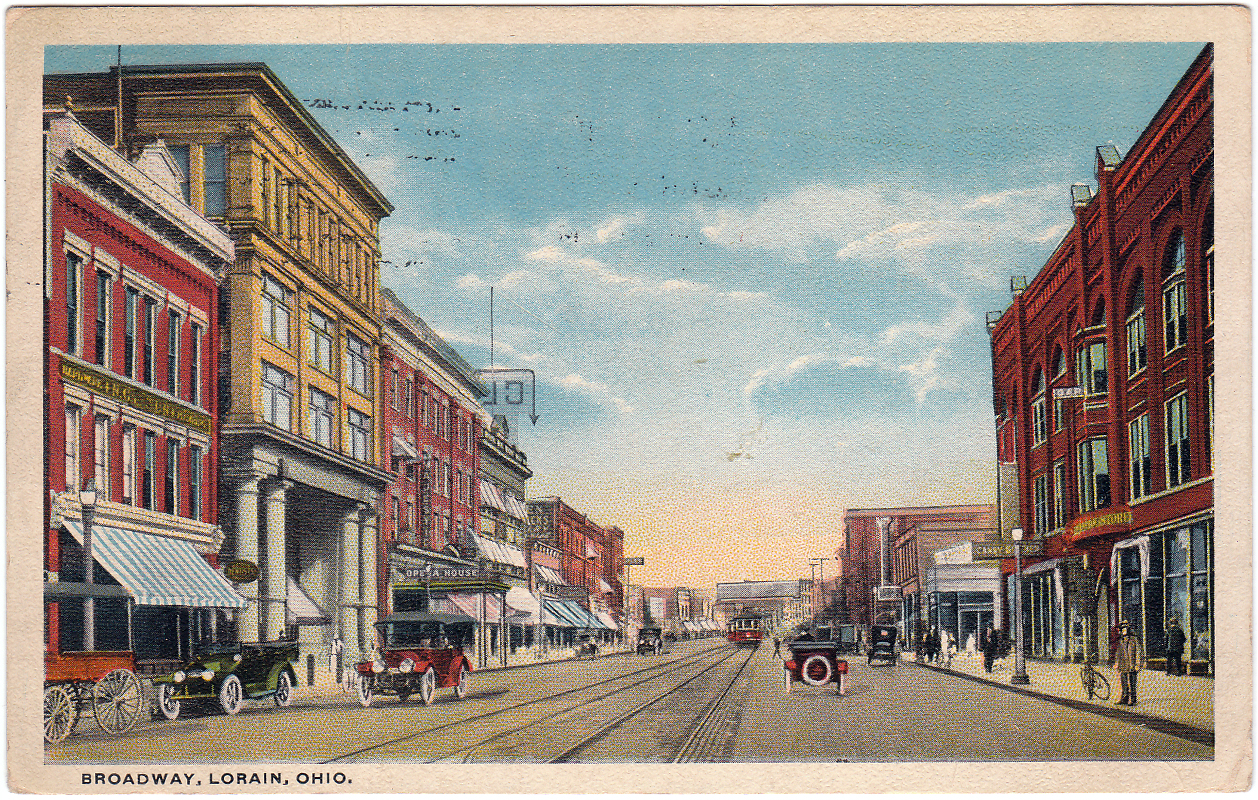
ロレインのブロードウェイ (1917年の絵はがきより)

- 1874年までに村は著しく成長し、郡名にちなんだ「ロレイン」という名前で法人化された（初期の郡の記録によると、もともとは「コールレイン」（Corelain）という名前だったが、住民は最終的に「ロレイン」という郡名を選んだとされ、フランスのロレーヌ地域圏とは直接的な関係はないという。ロレーヌ地域圏に因んで名づけられたというのは後の歴史家による説だと考えられる）。
- 市域は、クリーブランドのネイサン・ペリー家の人物が1807年から所有していた川の東岸の土地を囲むように広がっていった。ペリー家はクリーブランドの開拓者として有名であることから、ロレインの最初の開拓者はペリー家ではないかと考える歴史家もいる。しかしながら、ペリー家は実際にはマウス・オブ・ブラックリバー村を設立したわけではなかった。ネイサン・ペリー・ジュニアは、好天が続く季節に限って川の東岸の小屋でインディアンとの交易所を運営していたが、1808年秋にクリーブランドへ戻った。だいぶ後になって、ジョン・S・レイドと彼の家族によってブラック川の対岸（西岸）にマウス・オブ・ブラック村が設立された。ジョンは1809年にはじめてブラック川にたどり着き、ブラック川とヒューロン川を結ぶレイク・ロードなど、荒れ地の中を通る道路の整備を支援した。1811年、ジョンと彼の家族は最終的にマウス・オブ・ブラックリバーに移動、定着した。後に、彼の開拓した場所の周辺にはマウス・オブ・ブラックリバー村が設立されることになる。1812年、ジョンは丸太小屋に郵便局を開設した。1820年代には運河や鉄道が開通すると期待されたが、どちらも実現はしなかった。小さな村の創設期を支えた産業は、船による穀物輸送や1819年から始められた造船業であった[6]。
- ジョン・S・レイドの息子コンラッド・レイドは初代市長に就任し、市名を「ロレイン」とした。

## 政治
市の政治は、伝統的に民主党と密接に結び付いてきた。しかし近年は共和党が勝利することも時々ある。最近では民主党のクレイグ・L・フォルティンが2000年～2007年まで市長を務めた。
ロレインはオハイオ州内で市憲章を持たない都市としては最大の規模である。市は市長－議会制を採っており、11人の市議会議員のうち3人は市全体を選挙区として、8人は各小選挙区から選出される。
2008年の一般選挙での住民の登録名簿は以下の通りである。
- 民主党: 16,168人
- 共和党: 2,346人

市内にはロレイン市裁判所が置かれている。ロレインのほか、シェフィールドレイク市、シェフィールド・タウンシップも管轄内に入っている。

## 統計
以下は2010年の国勢調査 
による人口統計データである。
| 基礎データ - 人口: 64,097 人 - 世帯数: 25,259 世帯 - 家族数: 16,368 家族 - 人口密度: 1,045.5人/km2（2,707.9人/mi2） - 住居数: 29,144 軒 - 住居密度: 475.4軒/km2（1,231.3 軒/mi2） 人種別人口構成 - 白人: 67.9% - アフリカン・アメリカン: 17.6% - ネイティブ・アメリカン: 0.5% - アジア人: 0.4% - その他の人種: 8.3% - 混血: 5.4% - ヒスパニック・ラテン系: 25.2% | 年齢別人口構成 - 18歳未満: 26.7% - 18-24歳: 8.8% - 25-44歳: 24.6% - 45-64歳: 26.0% - 65歳以上: 13.9% - 年齢の中央値: 36.8歳 - 性比 - 男性：47.5% - 女性：52.5% 世帯と家族（対世帯数） - 18歳未満の子供がいる: 33.7% - 結婚・同居している夫婦: 37.1% - 未婚・離婚・死別女性が世帯主: 21.0% - 非家族世帯: 35.9% - 単身世帯: 30.8% - 65歳以上の老人1人暮らし: 11.5% - 平均構成人数 - 世帯: 2.48人 - 家族: 3.09人 |

## 経済

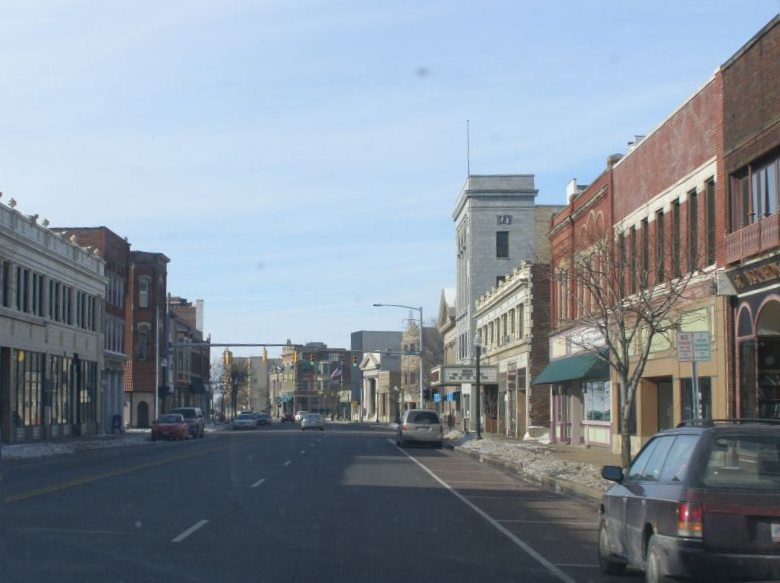
ダウンタウンのブロードウェイ

市の包括的年間財務報告書によれば、市内の雇用主トップ10は以下の通りである。
| #  | 雇用主                             | 従業員数 |
| -- | ---------------------------------- | -------- |
| 1  | マーシー・ヘルスシステム           | 1,640    |
| 2  | ロレイン教育学区                   | 880      |
| 3  | USスチール                         | 600      |
| 4  | インダストリアスCH                 | 490      |
| 5  | ロレイン市                         | 455      |
| 6  | Camaco                             | 300      |
| 7  | スプレンガー・ヘルスケアシステムズ | 299      |
| 8  | ウォルマート                       | 296      |
| 9  | レイクポイント・ヘルスセンター     | 289      |
| 10 | ザ・ノード・センター               | 286      |

## 文化

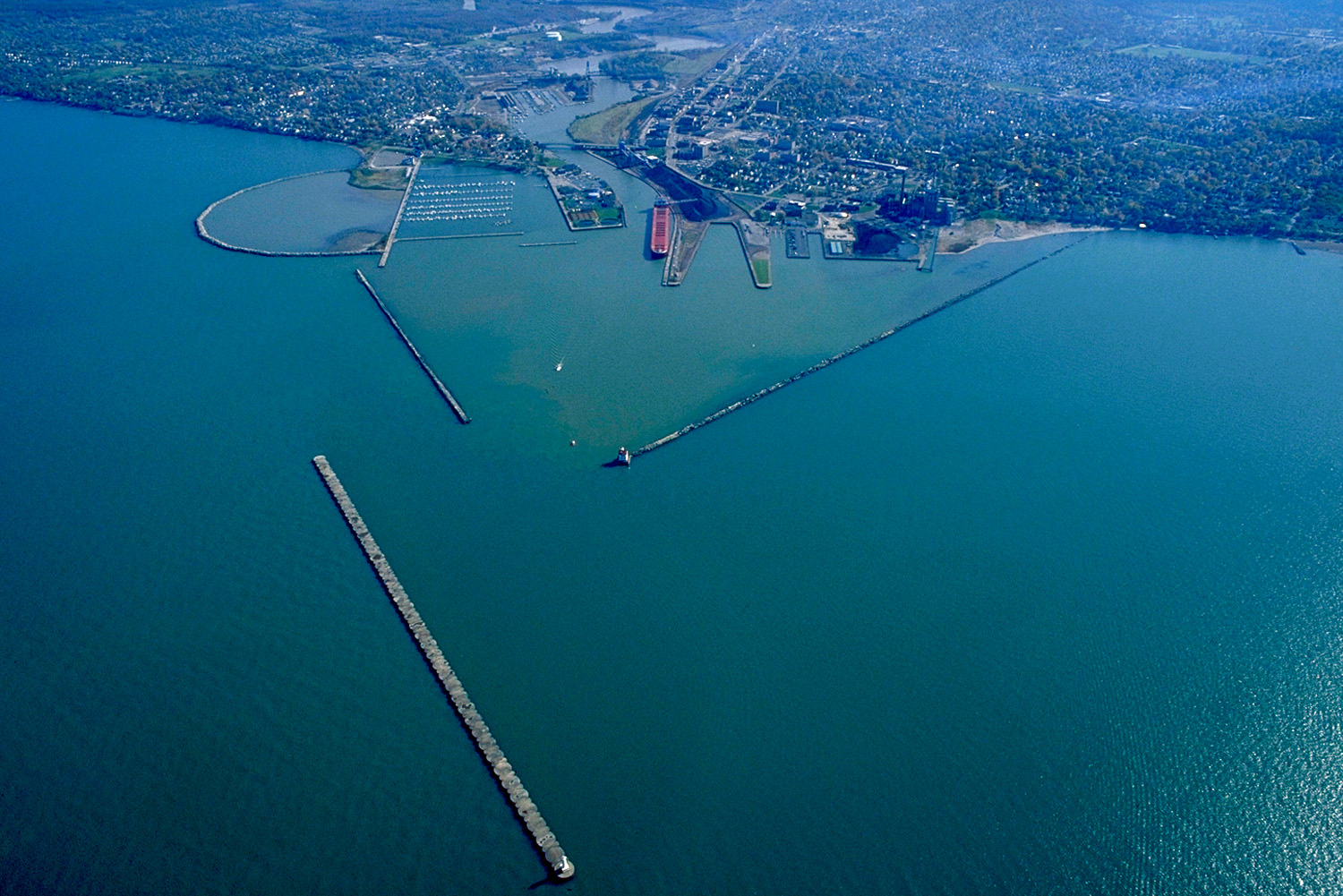
港の上空から南東方向を望む

ロレイン周辺には70以上の国籍の人々がおり、多くは製鉄所や造船所で働いている。ロレインの製鉄所はよく知られており、そのためにスチール・シティ（鉄の街）とよばれることもある。
ロレインのダウンタウンは1924年の竜巻で壊滅した。歴史的な建造物がまず最初に再建され、そのうち1928年にオープンしたロレイン・パレス・シアターは現在まで続いている。
ロレイン国際フェスティバルは夏季の呼び物のひとつである。

## 著名な出身者
- アーネスト・キング - アメリカ海軍の軍人。
- ジェイソン・モリーナ - シンガーソングライター。
- ウォード・ヴァン・オーマン - ゴードン・ベネット・カップで3度優勝した気球乗り。
- ロバート・F・オーバーマイヤー - 宇宙飛行士。
- トニ・モリスン - ノーベル文学賞を受賞した作家。
- ドン・ノヴェロ - コメディアン、俳優、声優、歌手。